# Белгородска област
Белгородска област (на руски: Белгоро́дская о́бласть) е субект на Руската федерация, част от Централния федерален окръг и Централночерноземния икономически район. Площ 27 134 km2 (67-о място в Руската Федерация, 0,16% от нейната територия). Население на 1 януари 2017 г. 1 552 865 души (30-о място в Руската Федерация, 1,06% от нейното население). Административен център град Белгород. Разстояние от Москва до Белгород 695 km.

## Историческа справка
Белгородската област е един от най-младите региони на Руската Федерация. В сегашните си административно-териториални граници е образувана на 6 януари 1954 година от части на Курска и Воронежка област. Заедно с това Белгородския край е древен, имащ богато историческо минало. За това свидетелства факта, че областния център Белгород, преди няколко години отбеляза своето хилядолетие. От XVII век основната част от областта е в границите на Слободска Украйна.

## Географска характеристика
Белгородска област е разположена в югозападната част на Европейска Русия. На север граничи с Курска област, на изток – с Воронежка област, на юг и югозапад – с Украйна. В тези си граници заема площ от 27 134 km2 (67-о място в Руската Федерация, 0,16% от нейната територия).
Областта заема югозападните склонове на Средноруското възвишение, в зоната на лесостепите, а южните части – в зоната на степите. Релефът ѝ представлява хълмиста равнина (максимална височина 276 m в северната част на областта), силно набраздена от оврази и долинни понижения, в резултат на което вододелните участъци са приели вид на тесни възвишения.
Сред полезните изкопаеми с промишлено значение са находищата на железни руди, боксити и строителни материали.
Климатът е умереноконтинентален. Средна януарска температура от -8,1 °C на запад до -8,7 °C на изток, средна юлска, съответно, 19,6 °C и 21 °C. Годишната сума на валежите е над 500 mm на северозапад до 450 mm на югоизток с максимум през пролетно-летния период. Продължителността на вегетационния период (с температури над 5 °C) 185 – 190 денонощия.
Речната мрежа на областта се състои от около 500 реки (с дължина над 10 km) с обща дължина около 5 хил. km и принадлежи към два водосборни басейна: реките Дон (80% от територията) и Днепър (20%). Към водосборния басейн на Дон принадлежат реките Северски Донец (с левия си приток Оскол), Тихая Сосна и Потудан, а към водосборния басейн на Днепър – горните течения на реките Ворскла, Псьол и Сейм. Подхранването на реките е смесено с преобладаване на снежното (55 – 60%). За тях е характерно високо пролетно пълноводие, лятно-есенно маловодие, прекъсвано от епизодични прииждания в резултат от поройни дъждове и ясно изразено зимно маловодие. Те замръзват в началото на декември, а се размразяват в края на март. На територията на областта има над 1400 естествени и изкуствени езера с обща площ около 165 km2. Естествените езера са предимно крайречни, като най-големите от тях не надвишават 0,25 km2. Изкуствените водоеми са значително повече от естествените и много по-големи по площ. Най-големите са Белгородското водохранилище на река Северски Донец и Староосколското водохранилище на река Оскол.
В областта преобладават черноземните почви: оподзолени и излужени – на северозапад, ливадни черноземи – в централните части, обикновени черноземи – на югоизток, сиви горски почви – в горските масиви и алувиално-ливадни почви – по долините на реките. Голяма част от територията на областта е разположена в лесостепната зона, а малка част (на югоизток) – в степната зона. Горите (основно дъбови) заемат около 9% от територията на областта, а по склоновете на някои от долините има естествени борови гори. Естествената степна растителност се е съхранила само по склоновете на овразите и по заливните тераси на реките. Животинския свят е беден и е представен от лос, елен, дива свиня, вълк, лисица, борсук, множество видове зайци и различни видове птици.

## Население
На 1 януари 2017 г. населението на областта наброява 1 552 685 души (30-о място в Руската Федерация, 1,06% от нейното население), с гъстота 55,8/km2 и урбанизация 65,21%.

## Административно-териториално деление
В административно-териториално отношение Белгородска област се дели на 3 областни градски окръга, 19 муниципални района, 11 града, в т.ч. 6 града с областно подчинение (Алексеевка, Белгород, Валуйки, Губкин, Стари Оскол и Шебекино) и 5 града с районно подчинение и 18 селища от градски тип.
| Административна единица | Площ (km2) | Население (2017 г.) | Административен център | Население (2017 г.) | Разстояние до Белгород (в km) | Други градове и сгт с районно подчинение |
| ----------------------- | ---------- | ------------------- | ---------------------- | ------------------- | ----------------------------- | ---------------------------------------- |
| Областни градски окръзи |            |                     |                        |                     |                               |                                          |
| Белгород                | 153        | 391 135             | гр. Белгород           | 391 135             |                               |                                          |
| Губкин                  | 1527       | 118 612             | гр. Губкин             | 86 899              | 138                           |                                          |
| Стари Оскол             | 259        | 259 986             | гр. Стари Оскол        | 223 360             | 186                           |                                          |
| Муниципални райони      |            |                     |                        |                     |                               |                                          |
| 1. Алексеевски          | 1765       | 61 824              | гр. Алексеевка         | 38 447              | 306                           |                                          |
| 2. Белгородски          | 1475       | 116 546             | пос. Майски            | 8748                | 12                            | Октябърски, Разумное, Северни            |
| 3. Борисовски           | 650        | 25 831              | сгт Борисовка          | 13 727              | 47                            |                                          |
| 4. Валуйски             | 1710       | 67 089              | гр. Валуйки            | 34 679              | 225                           | Уразово                                  |
| 5. Вейделеевски         | 1356       | 19 454              | сгт Вейделеевка        | 6431                | 250                           |                                          |
| 6. Волоконовски         | 1288       | 30 640              | сгт Волоконовка        | 10 760              | 273                           | Пятницкое                                |
| 7. Грайворонски         | 854        | 29 701              | гр. Грайворон          | 6404                | 78                            |                                          |
| 8. Ивнянски             | 871        | 22 029              | сгт Ивня               | 7403                | 134                           |                                          |
| 9. Корочански           | 1417       | 39 499              | гр. Короча             | 5888                | 57                            |                                          |
| 10. Красненски          | 852        | 12 008              | с. Красное             | 2158                | 178                           |                                          |
| 11. Красногвардейски    | 1763       | 37 060              | гр. Бирюч              | 7205                | 292                           |                                          |
| 12. Краснояружки        | 479        | 14 792              | сгт Красная Яруга      | 8168                | 84                            |                                          |
| 13. Новоосколски        | 1401       | 41 687              | гр. Нови Оскол         | 18 856              | 254                           |                                          |
| 14. Прохоровски         | 1379       | 27 314              | сгт Прохоровка         | 9081                | 56                            |                                          |
| 15. Ракитянски          | 901        | 34 956              | сгт Ракитное           | 10 504              | 80                            | Пролетарски                              |
| 16. Ровенски            | 1369       | 23 883              | сгт Ровенки            | 10 824              | 291                           |                                          |
| 17. Чернянски           | 1192       | 31 383              | сгт Чернянка           | 14 909              | 229                           |                                          |
| 18. Шебекински          | 1866       | 90 035              | гр. Шебекино           | 42 465              | 39                            | Маслова Пристан                          |
| 19. Яковлевски          | 1089       | 57 401              | гр. Строител           | 24 526              | 27                            | Томаровка, Яковлево                      |

## Стопанство
Добре развито е машиностроенето, черната металургия, химическата, леката и хранително-вкусовата промишленост. В селското стопанство областта е специализирана в животновъдството (за месо и мляко), птицевъдство, пчеларство, растениевъдство.
Отглеждат се зърнени култури (пшеница, ечемик, царевица, елда), фуражни, технически култури; картофи и зеленчуци. В областта се отглеждат много слънчоглед, зеленчуци, а също и кориандър.
| хиляди хектара | 1762 | 1586,2 | 1498,2 | 1416,2 | 1287,5 | 1248,5 | 1449,3 |